# Ornella Dumartheray
Ornella Dumartheray (* 14. Juni 1985) ist eine Schweizer Badmintonspielerin. Sie spielt für den Badminton Club Yverdon-Les-Bains und ist mehrfache Schweizer Meisterin im Damendoppel. Ihr Bruder Anthony Dumartheray ist ebenfalls beim BC Yverdon-Les-Bains aktiv.

## Karriere
Ornella Dumartheray gewann 2006 erstmals eine Schweizer Meisterschaft, wobei sie im Damendoppel mit Jeanine Cicognini erfolgreich war. 2011 war sie in der gleichen Disziplin erfolgreich, diesmal jedoch mit Sabrina Jaquet an ihrer Seite. Auch 2012 und 2013 erspielten sich beide den Titel im Doppel.